# Nattawut Jaroenboot
Nattawut Jaroenboot (thailändisch นรงฤทธิ์ บุญสุข, * 27. April 1991 in Yasothon), auch als Nook bekannt, ist ein thailändischer Fußballspieler.

## Karriere
Nattawut Jaroenboot unterschrieb seinen ersten Vertrag 2017 beim Zweitligisten Krabi FC in Krabi. Im ersten Jahr wurde er an den Drittligisten Satun United FC ausgeliehen. Nach Ende der Vertragslaufzeit unterschrieb er 2018 einen Vertrag in Ubon Ratchathani beim Erstligisten Ubon UMT United. Nach nur einem Jahr und 32 Spielen wechselte er 2019 zum Ligakonkurrenten Sukhothai FC nach Sukhothai. Nach Saisonende 2020/21 stieg er mit Sukhothai in die zweite Liga ab. Nach 54 Erstligaspielen wechselte er im Juni 2021 auf Leihbasis zum Erstligisten Chiangrai United. Für den Verein aus Chiangrai absolvierte er drei Erstligaspiele. Nach der Hinserie 2021/22 wurde im Dezember 2021 sein Vertrag in Chiangrai nicht verlängert. Im gleichen Monat unterschrieb er einen Vertrag bei seinem ehemaligen Verein Sukhothai FC. Für den Verein aus Chiangrai absolvierte er drei Erstligaspiele. Nach der Hinrunde kehrte er im Dezember nach Sukhothai zurück. Am Ende der Saison 2021/22 feierte er mit Sukhothai die Vizemeisterschaft und den Aufstieg in die erste Liga. Nach insgesamt 82 Ligaspielen wechselte er im Sommer 2023 zum Erstligaabsteiger Nakhon Ratchasima FC. Am Ende der Saison 2023/24 feierte er mit dem Verein aus Nakhon Ratchasima die Meisterschaft der zweiten Liga sowie den direkten Wiederaufstieg in die erste Liga.

## Erfolge
Sukhothai FC
- Thailändischer Zweitligavizemeister: 2021/22  ▲

Nakhon Ratchasima FC
- Thailändischer Zweitligameister: 2023/24  ▲